# 金瑬
金瑬（김유，김류，1571年—1648年），字冠玉，號北渚，爵昇平府院君。朝鮮王朝順天人，朝鮮王朝中期的文臣及性理學者，仁祖反正的主要人物。仁祖朝的靖社功臣及寧國功臣受勳，1636年7月14日-1637年8月4日、1644年4月5日-1646年3月4日兩度擔任朝鮮領議政。逝世于1648年三月初五。諡號文忠。

## 著作
- 北渚集（북저집）